# استان کوتوپاکسی
کوتوپاکسی یکی از استان‌های کشور اکوادور است. مرکز این استان لاتاکونگا است. آتشفشان کوتوپاکسی با ارتفاع ۱۹،۳۸۸ فوت در استان کوتوپاکسی واقع شده‌است.